# پیمان صلح کیلیکیه
پیمان صلح کیلیکیه (انگلیسی: Cilicia Peace Treaty) پیمانی بود که در نهم مارس ۱۹۲۱ میان نهضت ملی ترکیه و فرانسه منعقد و به جنگ فرانسه و ترکیه پایان داد.این معاهده به اهداف مورد نظر دست نیافت و پیمان آنکارا جایگزین آن شد.